# Irán en los Juegos Paralímpicos de París 2024
Irán estuvo representado en los Juegos Paralímpicos de París 2024 por un total de 64 deportistas, 52 hombres y 12 mujeres.

## Medallistas
El equipo paralímpico iraní obtuvo las siguientes medallas:
| Nombre | Deporte                   | Evento                                       |
| --- | ------------------------- | -------------------------------------------- |
| Oro |                           |                                              |
| Said Afruz | Atletismo                 | Jabalina F34 masculino                       |
| Amirhosein Alipur | Atletismo                 | Peso F11 masculino                           |
| Yasin Josravi | Atletismo                 | Peso F57 masculino                           |
| Rohalá Rostami | Levantamiento de potencia | –80 kg masculino                             |
| Aliakbar Garibshahi | Levantamiento de potencia | –107 kg masculino                            |
| Ahmad Aminzadeh | Levantamiento de potencia | +107 kg masculino                            |
| Sareh Yavanmardi | Tiro                      | Pistola de aire 10 m SH1 femenino            |
| Davud Alipurian Sadeg Bigdeli Mayid Lashkarisanami Ramzan Salehi Isa Zirahi Mohamed Nemati Meisam Alipur Mahdi Babadi Hosein Golestani Morteza Mehrzad Hamidreza Abasifesji Meysam Hayibabai | Voleibol sentado          | Torneo masculino                             |
| Plata |                           |                                              |
| Hayar Safarzadeh | Atletismo                 | 400 m T12 femenino                           |
| Parasto Habibi | Atletismo                 | Maza F32 femenino                            |
| Hasan Bayulvand | Atletismo                 | Disco F11 masculino                          |
| Ali Piruj | Atletismo                 | Jabalina F13 masculino                       |
| Mahdi Olad | Atletismo                 | Peso F11 masculino                           |
| Zafar Zaker | Atletismo                 | Peso F55 masculino                           |
| Meysam Banitaba | Judo                      | –60 kg J1 masculino                          |
| Zahra Rahimi | Taekwondo                 | –52 kg femenino                              |
| Fatemeh Hemati | Tiro con arco             | Compuesto individual clase abierta masculino |
| Fatemeh Hemati Hadi Nori | Tiro con arco             | Compuesto por equipos clase abierta mixto    |
| Bronce |                           |                                              |
| Elham Salehi | Atletismo                 | Jabalina F54 femenino                        |
| Aliasgar Yavanmardi | Atletismo                 | Peso F35 masculino                           |
| Alireza Mojtari | Atletismo                 | Peso F53 masculino                           |
| Mohsen Bajtiar | Levantamiento de potencia | –59 kg masculino                             |
| Alireza Bajt | Taekwondo                 | –80 kg masculino                             |
| Hamed Hagshenas | Taekwondo                 | +80 kg masculino                             |
| Mohamadreza Arab Ameri | Tiro con arco             | Recurvo individual masculino                 |